# 1974 Кополікан
1974 Кополікан (1974 Caupolican) — астероїд головного поясу, відкритий 18 липня 1968 року.
Тіссеранів параметр щодо Юпітера — 3,172.